# Carnivorous
Carnivorous è un album in studio del gruppo musicale britannico Hawkwind, pubblicato nel 2020. Per questo album la band cambia nome in Hawkwind Light Orchestra.

## Tracce
1. Expedition to Planet X – 1:25
2. Dyna-mite – 3:42
3. Void of Wasteland – 5:15
4. Repel Attract – 3:11
5. Attraction – 3:20
6. Human Behaviour (No Sex Allowed) – 5:40
7. Temple of Love – 1:48
8. Square Peg into a Round Hole – 4:43
9. Windy Day – 4:42
10. Model Farm Blues – 7:50
11. Whose Call Is It Anyway? – 3:20
12. Lockdown (Keep Calm) – 5:43
13. The Virus – 10:18
14. Forgotten Memories – 5:24
15. Higher Ground – 4:42

## Formazione
- Dave Brock – voce, chitarra
- Magnus Martin – voce, basso
- Richard Chadwick – batteria